# Paralcidia errabunda
Paralcidia errabunda är en fjärilsart som beskrevs av W. Warren 1906. Paralcidia errabunda ingår i släktet Paralcidia och familjen mätare. Inga underarter finns listade i Catalogue of Life.